# 珍妮-梅·克拉克森
珍妮-梅·克拉克森（英語：Jenny-May Clarkson，1974年4月9日—），新西兰女子篮网球运动员。她曾代表新西兰国家队参加2002年英联邦运动会篮网球比赛，获得一枚银牌。